# Гргеч
Гргеч или бандар (лат. Perca fluviatilis) је слатководна риба, припада породици гргеча (Percidae).

## Општи подаци
Локални називи: буљеж, бандар, окан, кокељ, костреж, остриж
Максимална дужина: 50 cm
Максимална тежина: 2-3 kg
Време мреста: од марта до априла

## Опис и грађа
Гргеч, док је млад је издужен, а са годинама му дужина тела расте, а посебно код језерских, дугоживећих, старих јединки, те се постиже хидродинамичан облик. Глава му је пропорционална телу и има снажна велика уста са оштрим купастим зубима. Сва пераја, нарочито репно, добро су развијена, а оба леђна су нешто виша код бандара из текућих вода. У аналном перају се налазе две бодље, а на задњем делу предњег леђног пераја се налази црна мрља. Тело покривају ситне ктеноидне крљушти. Нијансе боје тела, дебљина, као и број пруга могу варирати, а све у зависности од станишта. 
Колорит је код гргеча у Србији зеленкастожућкаст, са вертикалним црним пругама (5-8) дуж бокова тела. Трбух му је сребрнкаст, а доња пераја црвене боје. Животни век варира од популације до популације. У појединим популацијама њихов животни век једва да пређе 6 до 7 година. Ипак има популација у којима се могу срести и много старији примерци.

## Станиште, распрострањеност и понашање
Може живети у најразличитијим стаништима: текућим, брзим водама и спорим – мирним рекама, у језерима и мочварама, па чак и у обалном делу слабо ослањених мора. При дужини од 4 до 7 mm храни се рачићима и планктонима. При дужини од 40 до 50 mm прелази полако на исхрану ситним бескичмењацима фауне дна; ларве инсеката, претежно комараца. Касније, достизањем дужине од 13 до 15 cm храни се рибама. Лови искључиво дању, највише у зору и сумрак, али и преко дана, зависно од потребе за храном. Ноћ проводи у плиткој приобалној води на дну, потпуно неактивно. Са доласком ноћи и поласком на починак јато се распада, да би се изјутра опет формирало. Одрасли бандари зими, из дубина, периодично долазе у плиће делове да нешто улове и поједу, па се затим поново враћају у дубину. Одрасли бандари су често усамљени, али у младости лове плен и као јатни предатори.
У Србији тренутно највеће стабилно станиште гргеча је Власинско језеро. Може се наћи у рекама црноморског и егејског слива.

## Размножавање и развој
Свој мрест обавља на различитим подручјима, па и на разним дубинама, током дана и ноћу, а траје од недељу до месец дана, обично 10 до 14 дана, што умногоме зависи од температуре. На подручја мреста долазе прво мужјаци, а тек после неколико дана и женке. Оне пливају унаоколо да би привукли мужјаке који их прате - најчешће група од 2 до 5 мужјака. Пред мрест женка обично плива у круг, да би затим лучним савијањем тела и контракцијама избацила икру (у року од 5 секунди) у виду дугачке, спирално изувијане траке (дугачке до 2,1 m и широке 5 до 10 cm). Женке бандара имају само један јајник, који је настао спајањем првобитна два. Мужјаци, обично по два (са сваког краја траке ка средини - по један), одмах после полагања икре пливају и над траком избацују млеч. После мреста у времену од око пола сата и мужјаци, а нарочито женке су ошамућени, изгубљеног осећаја за равнотежу, а потом се, полако, потпуно опорављени удаљавају са мресног подручја. Икра после оплодње има пречник од 2 до 3 mm. Инкубација икре траје, у зависности од температуре воде од 8 до 14 дана. Тек изваљена млађ дуга је између 4 и 6 mm. Оптимална температура воде је 14 степени, јер је тада преживљавање икре и млађи највеће. После изваљивања, млађ проводи време у мирним деловима приобаља, а како расте, креће се ка отвореној води, у исхрану планктоном при површини. Почетком лета, при величини од око 5 cm, враћа се у приобаље или на дно до дубине од око 3 m и прелази на исхрану фауне дна. Ту борави до касне јесени, кад са падом температуре полако одлазе ка дубинама где презимљава. Преживљавање зависи од успеха у исхрани током прве године живота. Њихова брзина пливања и убрзање нису импозантни, те им појединачно већина риба лако умакне, али могу да користе колективни лов у јату.
У Србији се мрести крајем марта и до краја априла, а у неповољним годинама до почетка маја. Полну зрелост женке стичу у 4 години, а неки мужјаци и годину дана раније. Када пређу на исхрану рибом, што је посебно видљиво код женки и стопа смртности је мања. Раст је, после изразитог убрзања у четвртој, петој и шестој години старости, нешто успоренији али сталан.